# Катастрофа DC-10 в Малаге
Катастрофа DC-10 в Малаге — крупная авиационная катастрофа, произошедшая в понедельник 13 сентября 1982 года. Авиалайнер McDonnell Douglas DC-10-30CF авиакомпании Spantax выполнял чартерный межконтинентальный рейс BX995 по маршруту Мадрид—Малага—Нью-Йорк, но во время вылета из Малаги выкатился за пределы взлётной полосы аэропорта Малаги и разрушился. Из находившихся на его борту 394 человек (381 пассажир и 13 членов экипажа) погибли 50, также 1 человек на земле получил ранения.

## Самолёт
McDonnell Douglas DC-10-30CF (регистрационный номер EC-DEG, заводской 46962, серийный 238) был выпущен в 1977 году (первый полёт совершил 13 апреля). 6 июня того же года был передан авиакомпании Overseas National Airways (ONA), в которой получил бортовой номер N1034F и имя HolidayLiner Liberty. 24 октября 1978 года был взят в лизинг авиакомпанией Spantax, 1 декабря того же года был полностью выкуплен и перерегистрирован (борт EC-DEG). Оснащён тремя турбовентиляторными двигателями General Electric CF6-50C1. На день катастрофы 5-летний авиалайнер совершил 4008 циклов «взлёт-посадка» и налетал 15 364 часа.

## Экипаж
Экипаж рейса BX995 состоял из трёх пилотов и 10 бортпроводников.
- Командир воздушного судна (КВС) — 55-летний Хуан Перес (исп. Juan Perez). Очень опытный пилот, в авиакомпании Spantax проработал 15 лет и 10 месяцев (с 15 декабря 1966 года). В должности командира McDonnell Douglas DC-10 — с 3 ноября 1978 года. Налетал 16 129 часов, 2119 из них на DC-10.
- Второй пилот — 33-летний Карлос Рамирес (исп. Carlos Ramírez). Опытный пилот, в авиакомпании Spantax проработал 9 лет и 11 месяцев (с 23 октября 1973 года). В должности второго пилота McDonnell Douglas DC-10 — с 14 декабря 1978 года. Налетал 6840 часов, 2165 из них на DC-10.
- Бортинженер — 53-летний Теодоро Кабрехас Барук (исп. Teodoro Cabrejas Barúque). В авиакомпании Spantax проработал 20 лет и 5 месяцев (с 25 марта 1963 года). В должности бортинженера McDonnell Douglas DC-10 — с 14 декабря 1978 года. Налетал 19 427 часов, 2116 из них на DC-10.

## Катастрофа
Рейс BX995 вылетел из Мадрида в 08:36 CET, на его борту находились 13 членов экипажа и 130 пассажиров. В 09:20 рейс 995 приземлился в Малаге, где на его борт поднялся ещё 251 пассажир, летевший в Нью-Йорк (все они были гражданами США). Лайнер был полностью заправлен для трансатлантического перелёта — его взлётная масса составляла примерно 239 300 килограммов, около 94 % от максимальной взлётной массы. В 10:58:50 CET рейс BX995 получил разрешение на взлёт с ВПП №14, длина которой составляла 3200 метров.
Во время разбега по ВПП, непосредственно перед достижением скорости принятия решения (V1), командир заметил вибрации, интенсивность которых возросла после поднятия носовой стойки шасси, и решил прервать взлёт, хотя в этот момент оставшейся длины взлётной полосы уже не хватало для безопасной остановки лайнера.
Рейс BX995 достиг торца взлётной полосы на скорости 110 км/ч и врезался в здание локализатора; от удара корпус курсового радиомаяка полностью разрушился, а у лайнера оторвался двигатель №3 (правый). Затем лайнер протаранил ограждение аэропорта Коста-дель-Соль (бетонная стена со встроенной металлической оградой), выкатился на автомобильную дорогу N-340 (она проходила рядом с аэропортом), где столкнулся с тремя автомобилями; затем проломил барьерное ограждение и после врезался в сельскохозяйственное здание и окончательно остановился. После столкновений с наземными объектами у лайнера был сильно повреждён фюзеляж и оторвано три четверти правого крыла с двигателем №3 и правый горизонтальный хвостовой стабилизатор. Разрушение правого крыла привело к повреждению топливного бака, из-за чего вытекшее авиатопливо воспламенилось. Начавшийся пожар распространился на весь лайнер, полностью уничтожив его (относительно уцелели только хвостовая часть и левое крыло).
Аварийные выходы 4L и 4R уже нельзя было открыть из-за повреждений фюзеляжа, поэтому всех пассажиров, находившихся в хвостовой части, пришлось эвакуировать через двери 3L и 3R.
Аварийные бригады аэропорта Коста-дель-Соль были проинформированы о катастрофе авиадиспетчерами и прибыли на место падения лайнера примерно через 5 минут, но подъезд к месту катастрофы был осложнён по причине расположения обломков.
Некоторые фотографии выживших пассажиров показали, что во время тушения пожара пассажиры всё ещё выходили из самолета через аварийный выход 3L; это было связано с тем, что некоторые пассажиры брали с собой свою ручную кладь.
Из 394 человек на борту лайнера погибли 50 — 3 члена экипажа (бортпроводники) и 47 пассажиров. 8 человек погибли сразу после того, как возле аварийного выхода 4R вспыхнул пожар, который вскоре проник в пассажирский салон, повредив фюзеляж; при этом хвостовая часть самолёта наполнилась густым дымом. Остальные 42 человека потеряли сознание в дыму от отравления и также погибли в результате пожара.
Выжили 344 человека — 10 членов экипажа (все 3 пилота и 7 бортпроводников) и 334 пассажира; 110 из них получили ранения. Большинство выживших пострадали от отравления дымом; другие травмы, вроде переломов, были получены в результате эвакуации. Водитель грузовика, в который врезался самолёт, получил серьёзные травмы, но выжил.

## Расследование
Расследование причин катастрофы рейса BX995 проводила испанская Комиссия по расследованию авиационных происшествий (CIAIAC) при участии американского Национального совета по безопасности на транспорте (NTSB).
В результате пожара речевой самописец был повреждён настолько сильно, что расшифровать его данные так и не удалось, а параметрический самописец уцелел и был передан NTSB для расшифровки. Запись оборвалась после отрыва двигателя №3 из-за (предположительно) прерванного электроснабжения.
В ходе расследования выяснилось, что на носовой стойке шасси лопнула левая шина, а её фрагменты повредили фюзеляж. Шина уже трижды восстанавливалась и с момента последней замены совершила 14 циклов «взлёт-посадка»; также выяснилось, что её последняя замена была произведена неправильно, из-за чего покрышка шасси лопнула.
Однако повреждение носовой стойки шасси стало не единственной причиной катастрофы. Различные этапы полёта, считающиеся самыми опасными, отрабатываются пилотами всех авиакомпаний на авиасимуляторе. Это необходимо для того, чтобы довести до автоматизма определённые действия в этих чрезвычайных ситуациях. Взлёт, особенно непосредственно перед достижением скорости принятия решения, является самым опасным этапом полёта. При тренировке чрезвычайных ситуаций на взлёте основное внимание уделяется отказу двигателя. До достижения скорости принятия решения обычной процедурой является прерывание взлёта, а уже после достижения скорости V1 взлёт продолжается с оставшимися двигателями. Однако повреждение стойки шасси не входило в программы тренировок на авиасимуляторах. Чтобы принять верное решение, пилоты должны быть в состоянии чётко и недвусмысленно определить проблему. В самолёте есть различные системы, которые помогают в этом при помощи световых и звуковых сигналов, дисплеев приборов и других функций. После выявления проблемы меры, которые необходимо принять, излагаются в инструкциях.
На рейсе BX995 скорость принятия решения (V1) была 300 км/ч, а скорость отрыва от земли (VR) — 312 км/ч. Вибрации начались на скорости принятия решения (V1). На скорости 307 км/ч параметрический самописец зафиксировал резкое движение руля высоты. На скорости 327 км/ч было зафиксировано ещё одно резкое изменение настройки руля высоты; предположительно, это был момент, когда КВС решил прервать взлёт.
Во время допроса КВС рейса 995 заявил, что решил прервать взлёт, когда вибрации достигли такой интенсивности, что у него возникло опасение, что самолёт может потерять управление; также у него были предположения, которые противоречили повреждению стойки шасси. Поскольку он уже убрал свою правую руку с рычага управления двигателем, когда было принято решение прервать взлёт, прошло какое-то время, прежде чем он смог активировать реверс, но в то же время он слегка сбросил тягу и в итоге рычаг двигателя №3 выскользнул из его рук. Двигатель №3 всё ещё создавал тягу, из-за чего полная тормозная тяга была недоступна; вместо этого была асимметрия тяги, из-за которой самолёт разворачивало влево.
В итоге следователи пришли к выводу, что основной причиной катастрофы стала лопнувшая шина стойки шасси. Хотя прерванный взлёт после достижения скорости V1 не соответствовал инструкциям, он не был признан сопутствующим фактором катастрофы ввиду непредвиденных и чрезвычайных обстоятельств со стороны командира.

## Последствия катастрофы
По результатам расследования CIAIAC выпустила рекомендацию о том, что пилоты во время тренировок на авиасимуляторах также должны готовиться к чрезвычайным ситуациям при взлёте, не связанным с отказом двигателя.